# Esri
Esri (Environmental Systems Research Institute) är ett programvaruföretag inom geografiska informationssystem, GIS. Företagets huvudkontor ligger i Redlands, Kalifornien, USA.
Esri grundades av Jack och Laura Dangermond 1969, ursprungligen som ett landskapsarkitektföretag. Jack Dangermond är fortfarande högsta chef på företaget. Forbes angav 2015 företagets omsättning till 1,4 miljarder dollar och antalet anställda till 9 100, varav 3 600 i USA.
Exempel på programvaror från Esri är ArcGIS for Desktop, ArcGIS for Server och ArcGIS Online. 350 000 organisationer använde Esris programvaror 2015.